# Szász Veronika
Szász Veronika Sára, művésznevén VENI (Budapest, 1988. május 2. –) grafikusművész, művésztanár, énekesnő, dalszerző, zenei producer.

## Életpályája
Középiskolai tanulmányait a Képző- és Iparművészeti Szakközépiskolában könyvkötő-restaurátor szakán végezte, majd 2014-ben a Magyar Képzőművészeti Egyetem Tervezőgrafika és Képzőművész tanár szakán diplomázott, mesterei Auth Attila, Felsmann Tamás és Molnár Kálmán voltak. Tanulmányai során meghatározó mestere volt Kiss Zoltán László.
2016-2021-ig a Képző- és Iparművészeti Szakgimnáziumban (közismert nevén a Kisképzőn) tanár a grafika szakon.
A Magyar Tervezőgrafikusok és Tipográfusok Társaságának (MATT) 2015 óta tagja.
Rendszeresen énekel VENI művésznéven, tagja volt több különböző zenei formációnak is (Veronika and the Wedding Boys (2010–2017), VENI és Zsolt (Albert Zsolttal)). Több felvételt is készített a Folkfonics együttessel. Mestere Micheller Myrtill, akitől 2010-2020-ig tanult énekelni.
2015-ben felkérték, hogy vegyen részt a Nyitottak vagyunk közösségi kezdeményezés Bálint-napi akciójában. A meghívott, önmagukat nyitott zenészeknek nevező népszerű előadók (Pa-dö-dő, Kistehén Tánczenekar, The Biebers, Szász Veronika) „Mindenki lehet szerelmes” mottóval ismert számok újragondolt változatát adta elő.
2018 december 8-án jelent meg első saját dupla albuma UNFOLD I és UNFOLD II címmel, Deutsch Gábor Beauteous Beats nevű kiadójának gondozásában. A 32 kompozícióból álló "zenei napló" közreműködő zenészei Bata István, Meggyes Ádám, Gyémánt Bálint, Dobozy Ágoston és Sampo Hiukkanen, a sound design társalkotója és a master készítője Deutsch Gábor (Anorganik).
Az album Szász Veronika zenei tanulmányai és tapasztalatai (klasszikus zene, egyházzene, népzene, jazz, popzene) illetve képzőművészi tevékenységének sajátos zenei szintézise, melyben alapkoncepció az expresszív önkifejezés. A kompozíciókban meghatározó szerepet kap az intuíció és a véletlen, amit a közreműködő zenészek szabad játékával együtt a szerző kifinomult ízléssel állít saját, személyes, szubjektív önkifejezésének szolgálatába. A pillanatiság kompozíciós rögzítésével a művész szándéka egy időkapszulaként működő zenei lenyomat létrehozása.
Az Unfold tele van határátlépésekkel, de nem csinál ebből nagy ügyet – inkább a határokkal mit sem törődő, természetes (vagy annak tűnő, de nyilván kiküzdött) szabadság jellemzi, mintsem a feltűnő avantgárd gesztusok. Az album számai ugyan gyakran követik a dalformát, de ez csak egy opció a több között.
Az alapelemek már itt azok, amiket feljebb soroltam. Vannak egészen szabályos dalok, köztük elektronikával fűszerezett jazz vagy éppen triphop; de bármikor jöhet egy meglepetés: erősebb hiphopos ritmus (Undetectable Mate); fémesebb, akár ipari hatású ütősök (Tiszta víznek, Deer Of The First Head); a kilencvenes évek közepén kialakult, később többször feltámadt UK garage tört ritmusai (Ease Away); a többinél elszabadultabb jazzes szólamok (Swim Across); vagy akár olyan zene, amit leginkább pszichedelikus, kissé nyomott ambientnek lehet nevezni (Set Out). Többször előfordul, hogy az elektronika kikezdi a ritmus és az ének egységét (a játékos, kissé Matthew Herbert sajátos house-számait idéző Don’t Play Around és a fojtott Káosz). A Time We Have Lost pedig hiába dolgozik ugyanazokkal az elemekkel, mint a többi dal, szinte darabjaira hullik.
Összességében egy nagyon izgalmas, számos pompás részletet tartalmazó vállalkozás az Unfold; ugyanakkor érezhetően az nem is volt cél, hogy ebből egy kerek, albumszerű (dupla) album álljon össze, ezért inkább részleteiben, mintsem teljes egészében ajánlott hallgatni.
A 2020 augusztus 8-án megjelent, immár Szász Veronika és Bata István duója által jegyzett UNFORM címe azt is jelenthetné, hogy ez a (kvázi) formátlanság immár programszerű. Mégis, egységesebb a hangzás, amiben a basszusgitár a korábbinál – nem meglepő módon – hangsúlyosabb szerepet tölt be. Ugyan az eszközpark redukáltabb (az ének, elektronika, basszusgitár, fúvósok mellett csak ritkán jelenik meg más), valójában igencsak telített a hangzástér. Ezt leginkább az ének effektezése éri el; mi több, a hang megtöbbszörözése, zengetése, a sztereótérben való mozgatása sokszor kikezdi az éneklés egyik hagyományos alapjellemzőjét, a linearitást.
Ugyan 81 perces terjedelmével feszegeti a határt, az UNFORM mégiscsak albumszerűbb a hangzás egységének köszönhetően – amibe azért beleférnek ambientes és/vagy pszichedelikusan elrebbenő daluk ugyanúgy, mint az I Hope It’s You szinte bass musicot idéző groove-ja vagy a Po. keményebb dobjai. A lemezt az Ég a város zárja, ami 15 percben, fokozatosan bomlik szét, és végül finoman radikális improvizációba torkollik.
Már az Unfold is mutatta a népzenei ihletést, de ez itt még erősebb lett, illetve jobban érződik ez a hatás a többi, nem közvetlenül népdalos hatású számon is.
Bár valóban az Unfold tizenegy és az UNFORM két számának újragondolt változatait tartalmazza, a 2021 február 15-én kijött Unfold Live  bátran nevezhető önálló albumnak, olyan mértékű az átalakulás, illetve annyira egységes a hangzás. Most még redukáltabb, és ezúttal annak is érződik: csak a lényeg maradt meg. A jóval kevésbé effektezett ének, basszusgitár és a főként a dobokra koncentrálódó elektronika mellett alig néha hallunk valami mást: visszafogott szintetizátort, furulyát. Több számban csak a basszusgitár kísér, ami mutatja, hogy a dob nemcsak azért van (mint oly sokszor), hogy legyen valami, ami megtámaszt.
Az egyértelműbb, hogy a sokszor a hagyományosan a gitár által betöltött szerepbe kerülő, leginkább a jazzből táplálkozó basszusgitár mit tesz hozzá az összképhez; érdekesebb, hogy a tényleg szinte minimális elektronika hogyan tudja gazdagítani a dalok jelentését. Nagyrészt neki köszönhető a Time We Have Lost és a Having Fun dramaturgiai íve a visszafogottságtól az erősebb, sűrűbb zárásig. A Grey Ghostban az ének sérülékenységét, a basszusgitár fojtottságát ellenpontozza hatásosan az egyszerű, kissé nyers hangzású dobgép, ami leginkább a hiphop őskorát idézi, csak végletekig lelassítva. Az S2 feszültségét, a Down On Your és a Mess Inside lebegő, kissé szürreális hangulatát is nagyrészt az elektronika hozza be. A Don’t Play Aroundban a legerősebb ritmus, és miközben a szöveg arról szól, hogy „elkaphatsz, ha akarsz, áthágom a szabályokat és lelassítok”, a dob az utolsó percben még fel is gyorsít, szinte már house-ba fordul. Szeretőm e táncba közel-keleties, megálló-elinduló ritmusai, súlyos basszusa az énekkel és az éteri furulyaszólammal együtt alkotja meg a különleges, egyszerre melankolikus és erotikus hangvételt, ami valami lefojtott, de a kitöréshez közeli energiát is sejtet.
A nagyszerű album utolsó száma az UNFORM-ról származó Régi szeretőmért csak basszusgitárral kísért változata, ami nemcsak lezár, hanem – ez utólag még jobban hallható – új irányt is nyit, amit a következő album folytat.
A 2020 február 15-én megjelent  Az út / The Way  hangszerelése továbbra is redukált, de ismét sűrűbben kitölti a hangzásteret, mégpedig most úgy, hogy a hangszerek, szólamok jóval szorosabban egymásba kapcsolódnak. Ez egyfelől a leginkább népzenei ihletésű, másfelől pedig a „legpoposabb”, helyenkén kifejezetten könnyeden szórakoztató VENI-album.
Fontos újdonság, hogy ezúttal minden dalnak magyar a szövege. Ezeken is érződik a népdalok hatása, de önálló világlátásról tanúskodnak, és nem egyszer saját életfilozófiát fogalmaznak meg költő nyelven – kicsit talán hasonlóan, bár közben egészen másként is, mint a Bajdázó szövegei.
Ezúttal talán kevesebb az izgalmas zenei megoldás, de azért vannak bőven csemegék, például az, ahogy a A vadászi ostor a Szeretőm e táncba zenei megoldásait folytatja, variálja. A másik oldalon viszont kárpótol ezért az, hogy a szövegek sok felfedezni valót tartogatnak, és persze a fülbemászást, mi több, a korábbiaknál jóval nagyobb együtténeklési potenciált sem szabad lebecsülni.
A VENI nagyon konzisztens világot épít, ami egyben kifejezetten sokszínű is. Az első négy albumból összeálló ív nem jelöli ki szigorúan, hogy merre mehet innen tovább, hiszen a személyiség konzisztenciája mellett az önkifejezés szabadsága is lényegi jellemzője ennek a zenének.

## Elismerései
ArtHungry Díj 2016 — Képgrafika kategória II. díj
Graphis Poster Award, Honorable mention 2024 

## Jelentősebb kiállításai
2012
- XVIII. Országos Tervezőgrafikai Biennále – Munkácsy Mihály Múzeum (Békéscsaba)[11]

2013
- Cégér – Akvárium Klub (Budapest)[12]

2014
- Jeles! – Hegyvidék Galéria (Budapest)[13]
- Best of Diploma – Barcsay-terem (Budapest)[14]
- XIX. Országos Tervezőgrafikai Biennále – Munkácsy Mihály Múzeum (Békéscsaba)[15]

2015
- A XIX. Országos Tervezőgrafikai Biennále Budapesti Tárlata – Barcsay-terem (Budapest)[16]

2016
- PosterFest – Gömb Aula (Budapest)[17]
- XX. Országos Tervezőgrafikai Biennále – Munkácsy Mihály Múzeum (Békéscsaba)[18]

2017
- NeighbourART meetup és kiállítás – Brody Club Life (Budapest)[19]
- ITT és MOST – Andrássy úti Galéria (Budapest)[20]
- Nemzeti Szalon 2017 – Műcsarnok (Budapest)[21]
- 3. ArtHungry – Hygge rendezvényterem (Budapest)[22]
- Tíz év nagy vonalakban (10. Graphifest) – Tesla kiállítóterem (Budapest)[23]
- 15. Arany Rajzszög kiállítás – Tesla kiállítóterem (Budapest)[24]
- Plakát a plakát után – Klebelsberg Kulturkúria (Budapest)[25]

2018
- 16. Arany Rajzszög kiállítás – Tesla kiállítóterem (Budapest)[26]
- XXI. Országos Tervezőgrafikai Biennálé – Munkácsy Mihály Múzeum (Békéscsaba) [27]

2019
- XXI. Országos Tervezőgrafikai Biennálé -Vigadó Galéria (Budapest) [28]
- Opla Projekt Colors plakátkiállítás – Szimplakert (Budapest) [29]
- Ady 100 – Typoszalon [30]
- Bauhaus 2019 (11. Graphifest) – Barcsay terem (Budapest) [31]
- 17. Arany Rajzszög kiállítás – Barcsay terem (Budapest) [32]

2020
- 18. Arany Rajzszög kiállítás – MOME Ground (Budapest) [33]
- Moholy – Nagy 125 kiállítás (12. Graphifest) [34]

2021
- XXII. Országos Tervezőgrafikai Biennálé (Békéscsaba) [35]
- 19. Arany Rajzszög kiállítás – Barcsay terem (Budapest) [36]
- Embléma feketén fehéren 2.0 (13. Graphifest) – MOME Ground (Budapest) [37]
- Typohungry – A haza tipográfia elmúlt húsz éve – Deák Palota (Budapest) [38]

2022
- Térfoglalások – A régi műcsarnok története [39]
- 20. Arany Rajszög kiállítás – MOME Ground (Budapest)

2023
- 21. Arany Rajzszög – MOME Ground (Budapest)

2024
- 22. Arany Rajzszög – MOME Ground (Budapest)
- Mesterek és Tanítványok IV. – Óbudai Társaskor, Pince Galéria (Budapest) [40]
- Stanc, Kreatív Magyar Gasztrocsomagolások könyvbemutató és kiállítás, Deák Palota (Budapest) [41]

## Jelentősebb egyéb megjelenései
- A 2012-ben megrendezésre került XVIII. Tervezőgrafikai Biennálé nyertes plakátterve. Kreatív Online, 2014. március 10. [2016. november 30-i dátummal az eredetiből archiválva]. (Hozzáférés: 2017. november 30.)
- A hét műtárgya: Csipkeszövés – avagy tisztelgés a női feltalálók előtt. Phenom'enon Magazin, 2016. június 9. (Hozzáférés: 2017. november 30.)
- Kulinyi István: Plakát a plakát után – 130 éves a magyar plakát. Magyar Plakát Társaság, 2017. november. (Hozzáférés: 2017. november 30.)[halott link]
- ArtHungry Könyv
- Typohungry könyv – Tipográfia Magyarországon a XXI. században  [38]
- Magyar Logók[42]
- Stanc, Kreatív Magyar Gasztrocsomagolások  [41]

## Diszkográfia
VENI és Zsolt
- Hull a szilva a fáról. YouTube, 2011. március 6. (Hozzáférés: 2016. november 28.)
- Fűzfa. SoundCloud, 2011. (Hozzáférés: 2016. november 28.)
- Just The Two Of Us (Bill Withers cover). SoundCloud, 2013. (Hozzáférés: 2016. november 28.)
- Why Dont You Do Right (Peggy Lee cover). SoundCloud, 2013. (Hozzáférés: 2016. november 28.)

VENI Projekt
- Middle Of The Bed (Lucy Rose cover). YouTube, 2016. (Hozzáférés: 2016. november 28.)
- Tuna Fish (Emilia Torrini cover). YouTube, 2016. (Hozzáférés: 2016. november 28.)
- Who Will Comfort Me (Melody Gardot cover). YouTube, 2016. (Hozzáférés: 2016. november 28.)
- Dunaparton (magyar népdal). YouTube, 2016. (Hozzáférés: 2016. november 28.)
- Re (Nils Frahm cover). YouTube, 2016. (Hozzáférés: 2016. november 28.)
- There feat. Mark Zentai (Koda cover). YouTube, 2016. (Hozzáférés: 2016. november 28.)
- Futile Devices (Sufjan Stevens cover). YouTube, 2016. (Hozzáférés: 2016. november 28.)
- White Ladder (David Grey cover). YouTube, 2016. (Hozzáférés: 2016. november 28.)
- Sunny Road (Emilia Torrini cover). YouTube, 2016. (Hozzáférés: 2016. november 28.)
- Love Can Damage Your Health (Telepopmusic cover). YouTube, 2016. (Hozzáférés: 2016. november 28.)
- Today (Zero7 cover). YouTube, 2016. (Hozzáférés: 2016. november 28.)
- Film Burn (Yppah cover). YouTube, 2016. (Hozzáférés: 2016. november 28.)
- Machines (Koda cover). YouTube, 2016. (Hozzáférés: 2016. november 28.)
- White Ladder (David Grey cover). YouTube, 2016. (Hozzáférés: 2016. november 28.)

Folkfonics feat VENI
- Lipicai labzom. YouTube, 2016. április 27. (Hozzáférés: 2016. november 28.)
- De szeretnék. iTunes, 2016. október 11. (Hozzáférés: 2016. november 28.)
- Két karodban. YouTube, 2016. november 8. (Hozzáférés: 2016. november 28.)

VENI: Unfold I

- Down On Your (UNFOLD I.). Beauteous Beats, 2018. december 8. (Hozzáférés: 2018. december 8.)
- Having Fun (UNFOLD I.). Beauteous Beats, 2018. december 8. (Hozzáférés: 2018. december 8.)
- Silent Sigh (UNFOLD I.). Beauteous Beats, 2018. december 8. (Hozzáférés: 2018. december 8.)
- Home (UNFOLD I.). Beauteous Beats, 2018. december 8. (Hozzáférés: 2018. december 8.)
- Journey (UNFOLD I.). Beauteous Beats, 2018. december 8. (Hozzáférés: 2018. december 8.)
- Undetectable (UNFOLD I.). Beauteous Beats, 2018. december 8. (Hozzáférés: 2018. december 8.)
- Don't Play Around (UNFOLD I.). Beauteous Beats, 2018. december 8. (Hozzáférés: 2018. december 8.)
- Tiszta víznek (UNFOLD I.). Beauteous Beats, 2018. december 8. (Hozzáférés: 2018. december 8.)
- Unspoken (UNFOLD I.). Beauteous Beats, 2018. december 8. (Hozzáférés: 2018. december 8.)
- Grey Ghost (UNFOLD I.). Beauteous Beats, 2018. december 8. (Hozzáférés: 2018. december 8.)
- Time We Have Lost (UNFOLD I.). Beauteous Beats, 2018. december 8. (Hozzáférés: 2018. december 8.)
- Deer Of The First Head (UNFOLD I.). Beauteous Beats, 2018. december 8. (Hozzáférés: 2018. december 8.)
- Szeretőm e táncba (UNFOLD I.). Beauteous Beats, 2018. december 8. (Hozzáférés: 2018. december 8.)
- Hold On (UNFOLD I.). Beauteous Beats, 2018. december 8. (Hozzáférés: 2018. december 8.)

VENI: Unfold II
- Getting Old (UNFOLD II.). Beauteous Beats, 2018. december 8. (Hozzáférés: 2018. december 8.)
- De virágja (UNFOLD II.). Beauteous Beats, 2018. december 8. (Hozzáférés: 2018. december 8.)
- Swim Across (UNFOLD II.). Beauteous Beats, 2018. december 8. (Hozzáférés: 2018. december 8.)
- Heal The Earth (UNFOLD II.). Beauteous Beats, 2018. december 8. (Hozzáférés: 2018. december 8.)
- Gyere ki te gyöngyvirág (UNFOLD II.). Beauteous Beats, 2018. december 8. (Hozzáférés: 2018. december 8.)
- Ease Away (UNFOLD II.). Beauteous Beats, 2018. december 8. (Hozzáférés: 2018. december 8.)
- S2 (UNFOLD II.). Beauteous Beats, 2018. december 8. (Hozzáférés: 2018. december 8.)
- Káosz (UNFOLD II.). Beauteous Beats, 2018. december 8. (Hozzáférés: 2018. december 8.)
- R.I.P. (UNFOLD II.). Beauteous Beats, 2018. december 8. (Hozzáférés: 2018. december 8.)
- Set Out (UNFOLD II.). Beauteous Beats, 2018. december 8. (Hozzáférés: 2018. december 8.)
- Ever Change (UNFOLD II.). Beauteous Beats, 2018. december 8. (Hozzáférés: 2018. december 8.)
- Mess Inside (UNFOLD II.). Beauteous Beats, 2018. december 8. (Hozzáférés: 2018. december 8.)
- Remember (UNFOLD II.). Beauteous Beats, 2018. december 8. (Hozzáférés: 2018. december 8.)
- Zoom (UNFOLD II.). Beauteous Beats, 2018. december 8. (Hozzáférés: 2018. december 8.)
- Sziget (UNFOLD II.). Beauteous Beats, 2018. december 8. (Hozzáférés: 2018. december 8.)
- Zöld erdőben (UNFOLD II.). Beauteous Beats, 2018. december 8. (Hozzáférés: 2018. december 8.)
- A budai nagy hegyre (UNFOLD II.). Beauteous Beats, 2018. december 8. (Hozzáférés: 2018. december 8.)
- Etűdke (UNFOLD II.). Beauteous Beats, 2018. december 8. (Hozzáférés: 2018. december 8.)

VENI: Unform
- Ekertemben (Unform). Beauteous Beats, 2020. augusztus 8.
- Hull a szilva (Unform). Beauteous Beats, 2020. augusztus 8.
- Call me (Unform). Beauteous Beats, 2020. augusztus 8.
- Régi szeretőmért (Unform). Beauteous Beats, 2020. augusztus 8.
- Párnám szélén (Unform). Beauteous Beats, 2020. augusztus 8.
- Travel (Unform). Beauteous Beats, 2020. augusztus 8.
- I Hope it's You (Unform). Beauteous Beats, 2020. augusztus 8.
- Lóra lő (Unform). Beauteous Beats, 2020. augusztus 8.
- Po. (Unform). Beauteous Beats, 2020. augusztus 8.
- Kéz a kézben (Unform). Beauteous Beats, 2020. augusztus 8.
- Forest Forest (Unform). Beauteous Beats, 2020. augusztus 8.
- 1011 (Unform). Beauteous Beats, 2020. augusztus 8.
- Hát az mondom (Unform). Beauteous Beats, 2020. augusztus 8.
- Csillagok, csillagok (Unform). Beauteous Beats, 2020. augusztus 8.
- Galambom (Unform). Beauteous Beats, 2020. augusztus 8.
- Sírva vígad a magyar (Unform). Beauteous Beats, 2020. augusztus 8.
- Ég a ház is (Unform). Beauteous Beats, 2020. augusztus 8.[45]

VENI: Unfold Live
- Journey (Unfold Live). Hunnia Records, Native DSD, 2020. február 15.
- Time We Have Lost (Unfold Live). Hunnia Records, Native DSD, 2020. február 15.
- Having Fun (Unfold Live). Hunnia Records, Native DSD, 2020. február 15.
- Grey Ghost (Unfold Live). Hunnia Records, Native DSD, 2020. február 15.
- Galambom (Unfold Live). Hunnia Records, Native DSD, 2020. február 15.
- Home (Unfold Live). Hunnia Records, Native DSD, 2020. február 15.
- S2 (Unfold Live). Hunnia Records, Native DSD, 2020. február 15.
- Down on Your (Unfold Live). Hunnia Records, Native DSD, 2020. február 15.
- Silent Sigh (Unfold Live). Hunnia Records, Native DSD, 2020. február 15.
- Don't Play Around (Unfold Live). Hunnia Records, Native DSD, 2020. február 15.
- Mess Inside (Unfold Live). Hunnia Records, Native DSD, 2020. február 15.
- Szeretőm e táncba (Unfold Live). Hunnia Records, Native DSD, 2020. február 15.
- Régi szeretőmért Unfold Live). Hunnia Records, Native DSD, 2020. február 15.[46]

VENI: The Way / Az út
- Sliced Bread / Megszegett kenyér (The Way / Az út). Hunnia Records, Native DSD, 2020. február 25.
- The Grief of The Rooster / Kakas sirató (The Way / Az út). Hunnia Records, Native DSD, 2020. február 25.
- Above The Fig / Füge fölött (The Way / Az út). Hunnia Records, Native DSD, 2020. február 25.
- On Elliah’s Chariot / Illés szekerén  (The Way / Az út). Hunnia Records, Native DSD, 2020. február 25.
- The Way / Az út (The Way / Az út). Hunnia Records, Native DSD, 2020. február 25.
- Man of Words / Szavak embere (The Way / Az út). Hunnia Records, Native DSD, 2020. február 25.
- My Baby / Az én babám  (The Way / Az út). Hunnia Records, Native DSD, 2020. február 25.
- Easy Autumn Wind / Könnyed oszi szél (The Way / Az út). Hunnia Records, Native DSD, 2020. február 25.
- If It Does / Ha mégis  (The Way / Az út). Hunnia Records, Native DSD, 2020. február 25.
- The Hunter Whip / Vadászi ostor (The Way / Az út). Hunnia Records, Native DSD, 2020. február 25.
- Make Music / Lobbantsd zenére (The Way / Az út). Hunnia Records, Native DSD, 2020. február 25.
- Again and Again / Újra meg újra  (The Way / Az út). Hunnia Records, Native DSD, 2020. február 25.
- Passengers / Utasok  (The Way / Az út). Hunnia Records, Native DSD, 2020. február 25.[47]

VENI: Escaping Game
- Why be (Escaping Game). Hunnia Records, Native DSD, 2023. december 01.
- Rooster (Escaping Game). Hunnia Records, Native DSD, 2023. december 01.
- Bridge (Escaping Game). Hunnia Records, Native DSD, 2023. december 01.
- Baby (Escaping Game). Hunnia Records, Native DSD, 2023. december 01.
- Wings (Escaping Game). Hunnia Records, Native DSD, 2023. december 01.
- Near (Escaping Game). Hunnia Records, Native DSD, 2023. december 01.
- Autumn (Escaping Game). Hunnia Records, Native DSD, 2023. december 01.
- Unseen (Escaping Game). Hunnia Records, Native DSD, 2023. december 01.
- Bread (Escaping Game). Hunnia Records, Native DSD, 2023. december 01.
- Mate (Escaping Game). Hunnia Records, Native DSD, 2023. december 01.
- Need one (Escaping Game). Hunnia Records, Native DSD, 2023. december 01.
- The same way (Escaping Game). Hunnia Records, Native DSD, 2023. december 01.
- Time traveller (Escaping Game). Hunnia Records, Native DSD, 2023. december 01.[48]

Sampo Hiukkanen feat. VENI: Gaze
- Gaze (Sampo Hiukkanen, String Theory). Hunnia Records, Native DSD, 2023. december 01.

VENI: Being your slave
- Close to yourself (Being your slave). Hunnia Records, Native DSD, 2024. július 26.
- Bring me to you (Being your slave). Hunnia Records, Native DSD, 2024. július 26.
- Me but you (Being your slave). Hunnia Records, Native DSD, 2024. július 26.
- I exist (Being your slave). Hunnia Records, Native DSD, 2024. július 26.
- On the branch of nothing  Hunnia Records, Native DSD, 2024. július 26.
- Eh you sorrow Hunnia Records, Native DSD, 2024. július 26.
- Garden in which it grows Hunnia Records, Native DSD, 2024. július 26.
- Yet with you Hunnia Records, Native DSD, 2024. július 26.
- I wouldn’t give Hunnia Records, Native DSD, 2024. július 26.
- Chameleon Hunnia Records, Native DSD, 2024. július 26.
- At last Hunnia Records, Native DSD, 2024. július 26.
- On the way Hunnia Records, Native DSD, 2024. július 26.
- Bring us together Hunnia Records, Native DSD, 2024. július 26.[49]